# Ptychadena keilingi
Ptychadena keilingi és una espècie de granota que viu a Angola, República Democràtica del Congo i Zàmbia.